# Хёрд, Морган
Морган Элизабет Хёрд (англ. Morgan Elizabeth Hurd; род. 18 июля 2001, Учжоу, Гуанси-Чжуанский автономный район) — американская гимнастка. Она двукратная чемпионка мира (2017, 2018), и трёхкратный призер чемпионатов мира. Она входит в состав женской сборной США (2016—2019).

## Биография
Хёрд была удочерена из Учжоу, когда ей было 11 месяцев. В 3 года она стала заниматься гимнастикой. Хёрд начала тренироваться в Первой государственной гимнастике, когда она была в пятом классе. В настоящее время она проживает в Мидлтауне, штат Делавэр, со своей «американской матерью» Шерри. Она является одной из редких знаменитых гимнасток, которые носят очки во время соревнований.

## Юниорская карьера

### 2014
Морган Хёрд участвовала в Кубке Насти Люкин в 2014 году, где она заняла 14-е место на «Уровне 10». В июле она заняла 8-е место в American Classic. На турнире U.S. Classic Хёрд стала 18-й. На чемпионате США Хёрд финишировала 29-й в многоборье среди юниоров.

### 2015
Сезон 2015 года Хёрд начала с U.S. Classic, где она заняла 9-е место в многоборье и 2-е место на разновысоких брусьях. Она участвовала в национальном чемпионате, где заняла 8-е место в многоборье, 7-е в вольных упражнениях и 4-е место на разновысоких брусьях.

### 2016
В 2016 году Хёрд участвовала в American Classic, где заняла первое место в многоборье. Затем она выступила на US Secret Classic, где стала пятой в многоборье, первой в вольных упражнениях и второй на брусьях. Она снова выступала на национальном чемпионате и заняла 5-е место в многоборье, 3-е на брусьях и 7-е на опорном прыжке; эти результаты квалифицировали ее в юношескую сборную.

## Взрослая карьера

### 2017
В 2017 году Хёрд получила возможность участвовать во взрослых соревнованиях. Она дебютировала на Кубке мира 2017 года в Штутгарте, где заняла третье место в многоборье. В апреле Хёрд соревновалась в Езоло и помогла Соединенным Штатам занять первое место. В июле Хёрд соревновалась в U.S. Classic, где она заняла шестое место на бревне и второй в вольных упражнениях. В августе она приняла участие в чемпионате США, где заняла шестое место в многоборье, восьмое на брусьях, пятое на бревне и десятое в вольных упражнениях. Так как она финишировала в шестерке лучших в многоборье, что позволило ей пробиться в сборную своей страны.
В сентябре Хёрд вошла в заявку США для участия на чемпионате мира по спортивной гимнастике 2017 года в Монреале вместе с Рэган Смит, Джейд Кэри и Эштон Локлир. В Монреале Морган стартовала в прыжке в квалификации, получив 14,466 балла. Затем она выступила на брусьях, показав результат 14,333. На бревне она набрала 13,500, что позволило ей квалифицироваться в финал соревнований на отдельном виде со вторым результатом. Она заканчивала квалификация вольными упражнениями, где она продемонстрировала отличные навыки и мастерство, но упала во время исполнения одного из элементов, в итоге получив 12,533 балла. Ее общий результат составил 54,832, и она вышла в финал с шестого места. В многоборье Хёрд одержала неожиданную победу с общим счетом 55,232,, опередив серебряного призера Элли Блэк из Канады на 0,1 балла бронзового призёра Елену Еремину из России на 0,4. Двумя днями позже в финале на бревне Морган завоевала серебряную медаль, уступив немецкой гимнастке Паулине Шефер.

### 2018
11 декабря 2017 года Хёрд получила право представлять Соединенные Штаты на Кубке Америки 2018 года. Она конкурировала с дебютанткой на взрослом уровне Мейл О’Киф и заняла первое место в общем зачете со результатом 56,599. 8 апреля Хёрд была определена в команду для участия в Тихоокеанском чемпионате по спортивной гимнастике в 2018 году, в котором участвовали также Грейс МакКаллум и Джордан Чилис. Она выиграла командное золото и заняла второе место в многоборье после МакКаллум, неудачно соскочив с бревна. Из-за этой неудачи она снялась с соревнований на брусьях в качестве меры предосторожности.
28 июля Хёрд участвовала в соревнованиях U.S. Classic 2018 года, где заняла третье место в многоборье после Симоны Байлз и Райли Маккаскер, несмотря на падение с бревна. Она также заняла третье место на брусьях и в вольных упражнениях. В августе Хёрд соревновалась на национальном чемпионате, где заняла второе место в многоборье за Байлз, третье на неровных брусьях позади Байлз и Маккаскер и третье на вольных упражнениях за Байлз и Джейд Кэри. Она также заняла четвертое место на бревне. Она вошла в сборную своей страны третий год подряд.
В октябре Хёрд принял участие в отборочном турнире к чемпионату мира. Во время соревнований шаткое выступление позволило ей занять лишь четвертое место в многоборье и на брусьях, пятое в опорном прыжке, шестое на бревне и седьмое в вольных упражнениях. На следующий день она была вызвана в сборную для участия в чемпионате мира 2018 года вместе с Байлз, Маккаскер, Грейс МакКаллум, Карой Икер и запасном Рэган Смит. Во время квалификаций Хёрд вышла в финалы многоборья со второго месте после Байлз, вольных упражнений с четвертого места и брусьев с пятого места. США также вышли в командный финал на первом месте.
Во время финала команды Хёрд выступала в соревнованиях в опорном прыжке, брусьях и вольных упражнениях. Она принесла своей сборной 14,633, 14,433 и 12,966 баллов соответственно, что позволило американкам выиграть золото со счетом 171,629, опередив Россию на 8,766 балла. В финале личного многоборья Хёрд коснулась рукой бревна во время переворота и заняла четвертое место. Она, тем не менее, показала хорошее выступление в вольных упражнениях, и ей это помогло завоевать бронзовую медаль. Морган уступила только своей соотечественнице Байлз и Май Мураками из Японии, уступив им всего 0,066 и 0,033, а финишировавшую на четвертом месте Нину Дерваэль из Бельгии обошла на 0,034 балла. Во время финальных соревнований на отдельных видах Хёрд заняла шестое место на брусьях. Затем она выиграла серебряную медаль в вольных упражнениях. Имея пять медалей чемпионата мира, Хёрд является седьмой наиболее титулованной американской гимнасткой в истории чемпионата мира, разделяя это достижение с Ким Змескал и Кайлой Росс.
5 ноября Хёрд дебютировала в музыкальном клипе «Youth» Шона Мендеса.

### 2019
В феврале федерация гимнастики США объявила, что Хёрд выступит на этапе Кубка мира в Токио в апреле.

## Результаты

### Юниорский уровень
| Год  | Соревнование            | КП | АП | ОП | РБ | ББ | ВУ |
| ---- | ----------------------- | -- | -- | -- | -- | -- | -- |
| 2014 | Кубок Насти Люкин       |    | 14 | 14 | 12 | 15 | 10 |
| 2014 | American Classic        |    | 8  | 14 | 13 | 13 | 13 |
| 2014 | U.S. Classic            |    | 18 | 29 | 31 | 15 | 13 |
| 2014 | Чемпионат США           |    | 29 | 24 | 23 | 24 | 28 |
| 2015 | Buckeye Elite Qualifier |    | 4  | 13 | 8  | 1  | 11 |
| 2015 | WOGA Classic            |    | 7  | 8  | 7  | 1  | 7  |
| 2015 | American Classic        |    | 3  | 21 | 1  | 1  | 5  |
| 2015 | U.S. Classic            |    | 9  | 26 | 2  | 9  | 17 |
| 2015 | Чемпионат США           |    | 8  | 19 | 4  | 13 | 7  |
| 2016 | American Classic        |    | 1  | 4  | 2  | 5  | 4  |
| 2016 | U.S. Classic            |    | 5  | 9  | 2  | 26 | 1  |
| 2016 | Чемпионат США           |    | 5  | 7  | 3  | 16 | 9  |

### Взрослый уровень
| Год  | Соревнование            | КП | АП | ОП | РБ | ББ | ВУ |
| ---- | ----------------------- | -- | -- | -- | -- | -- | -- |
| 2017 | Кубок мира в Штутгарте  |    | 3  |    |    |    |    |
| 2017 | Кубок мира в Езоло      | 1  | 10 |    |    |    |    |
| 2017 | U.S. Classic            |    |    |    |    | 6  | 2  |
| 2017 | Чемпионат США           |    | 6  |    | 8  | 5  | 10 |
| 2017 | Чемпионат мира          |    | 1  |    |    | 2  |    |
| 2018 | American Cup            |    | 1  |    |    |    |    |
| 2018 | Тихоокеанский чемпионат | 1  | 2  |    | WD |    | WD |
| 2018 | U.S. Classic            |    | 3  |    | 3  | 7  | 3  |
| 2018 | Чемпионат США           |    | 2  |    | 3  | 4  | 3  |
| 2018 | Отборочный турнир на ЧМ |    | 4  | 5  | 4  | 6  | 7  |
| 2018 | Чемпионат мира          | 1  | 3  |    | 6  |    | 2  |